# Casa Salieti (carrer de la Neu)
La Casa Salieti és un edifici del municipi de Girona que forma part de l'Inventari del Patrimoni Arquitectònic de Catalunya. És un edifici de nova planta construït l'any 1914-15. Pot situar-se dins el segon període de l'obra de Rafael Masó, si bé en aquest cas també utilitza influències de l'arquitectura popular.

## Descripció
És un edifici de planta rectangular que ocupa la cantonada i presenta tres façanes exteriors. L'accés és situat amb una escala a la part central de la planta, al qual s'accedeix per una porta dovellada de pedra. La façana del carrer de la Neu presenta a més d'aquest accés principal, obertures d'estructura vertical, obertures d'estructura vertical, col·locades marcant línies verticals i deixant a cada banda plans sense obertures i despullats d'ornamentacions. A les altres façanes i a les obertures de la part baixa d'aquesta, s'utilitzen peces ceràmiques vidriades dissenyades pel mateix R. Masó. Les façanes combinen l'ús de la pedra i els paraments llisos arrebossats.